# 迷你KTV

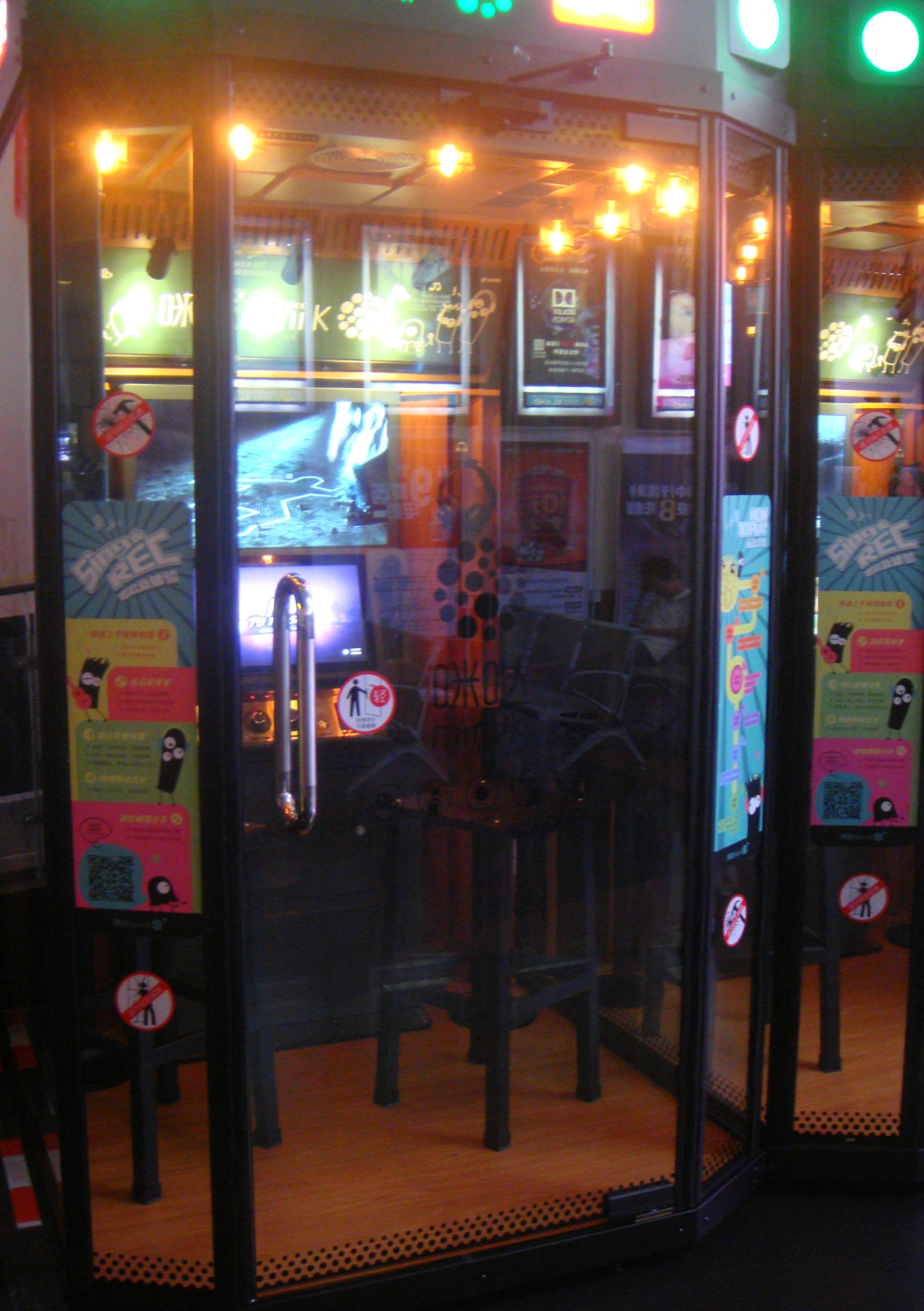
位于中国海南省海口市的一家迷你KTV

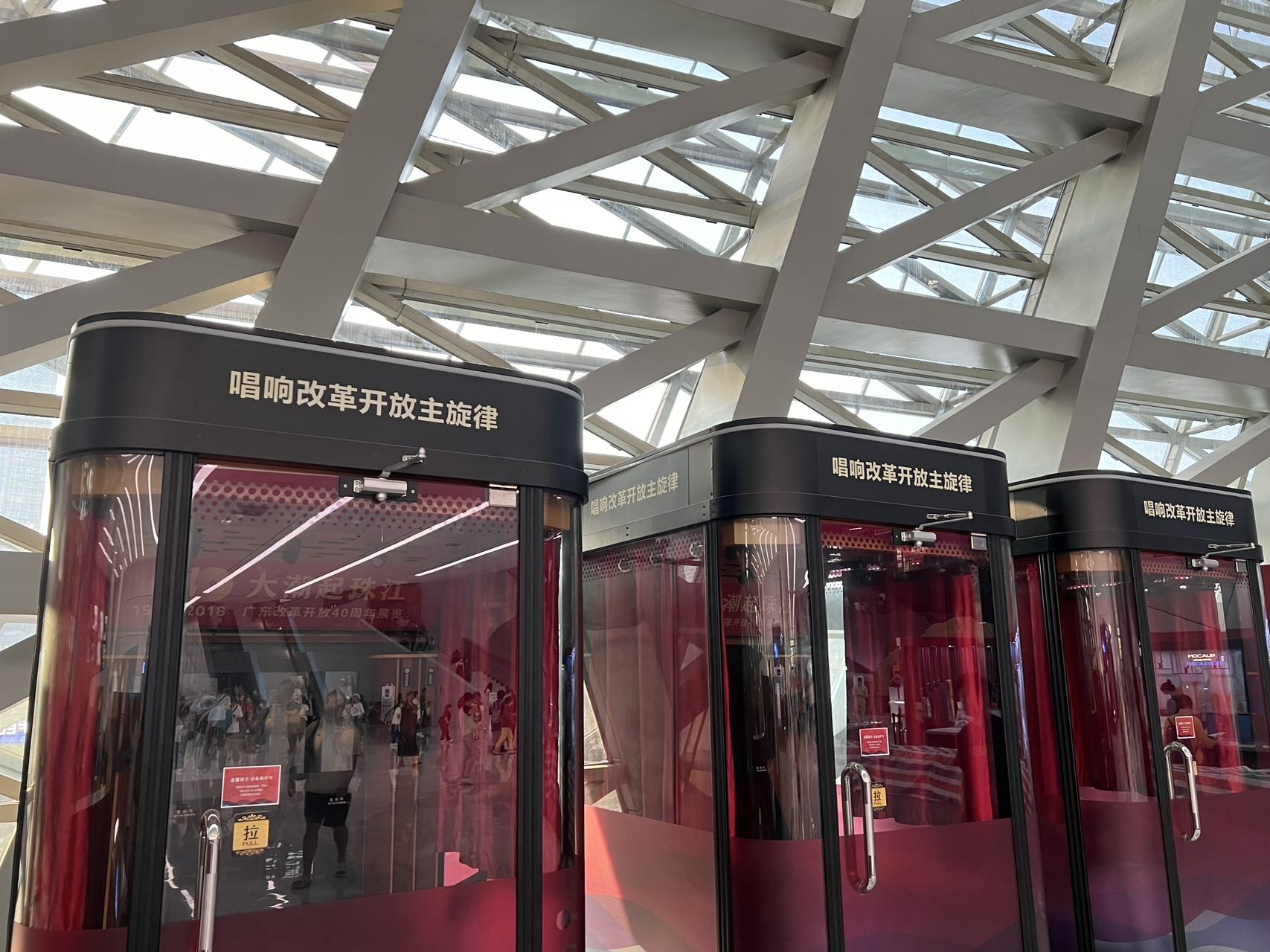
“唱响改革开放主旋律”k歌亭

迷你KTV，又名电话亭KTV、點歌亭、k歌亭，是一种形状和大小类似于电话亭且里面配套有卡拉OK机器的隔间，流行于中国大陸、韩国、越南及台灣等东亚地区，适合单人或双人游玩。

## 构造与使用
迷你KTV外观类似于电话亭，占地约2平方米，墙面由透明玻璃制成，部分悬挂有窗帘，其内部配备有一台卡拉OK点歌机器以及椅子、麦克风和头戴式耳机。大多数迷你KTV设计为两人使用，其隔音效果也比较好。用户通过戴上耳机，使用点歌机进行检索点歌，然后使用麦克风进行演唱，期间可以通过点歌机上的控制面板来调解音效和音量以控制耳机的输出效果。不少迷你KTV也提供了录音功能，用户可以录制自己所唱的歌。与传统的卡拉OK店不同的是，迷你KTV使用自助式付费模式，没有工作人员进行收费，用户是通过投币或使用移动支付进行付费使用。而迷你KTV也一般放置于商场、游戏厅等人流量大的地方。

## 歷史
日本是最早流行一人唱卡拉OK的地区，并有不少供单人使用的卡拉OK店，如ONE卡拉等。2013年，在单人卡拉OK概念的影响下，中国大陆的厂商开始尝试研发和生产迷你KTV，但起初的迷你KTV占地面积较大。2014年，经过技术上的升级和改造，迷你KTV的占地面积减小到2平方米左右，便开始投入生产，主要的品牌有咪哒、友唱等。接下来的几年中，迷你KTV的产量逐渐发展，开始投入到中国大陆的各个大城市，后来又开始向小城市发展，随后也引入到台湾等地区。东亚其他国家和地区也有引进或自己研发的迷你KTV。
在2019冠状病毒病疫情期間，該行業如同傳統ktv一樣遭到了打擊，但疫情后又有所恢復。

## 存在问题
- 曲库不全：有用户表示，迷你KTV的曲库不是很全，有时候自己想唱的歌会检索不到。[8]
- 卫生问题：由于迷你KTV采用自助式服务，所以有些用户卫生习惯不太好，有时工作人员没有对迷你KTV进行清洁或清洁力度不够。部分迷你KTV的麦克风以及换气系统缺乏维护[8]。
- 版权问题：个别迷你KTV出现了使用了未经授权的歌曲的情况，侵犯了歌曲创作者的著作权。[9]